# Sèrie Kodak DCS 400

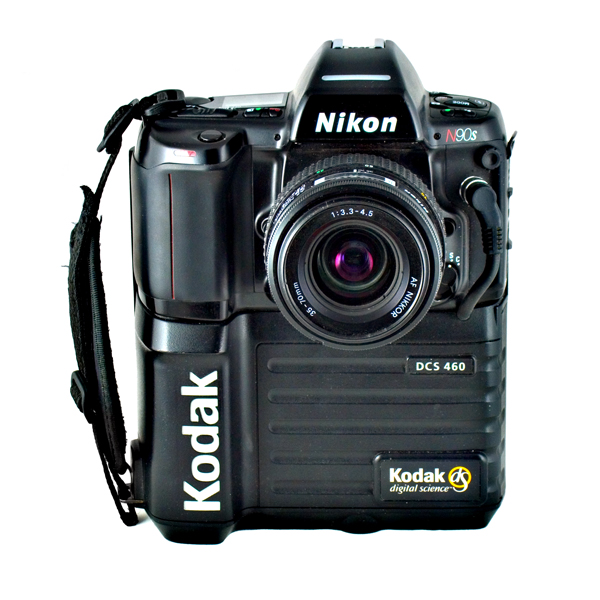
Kodak DCS 460

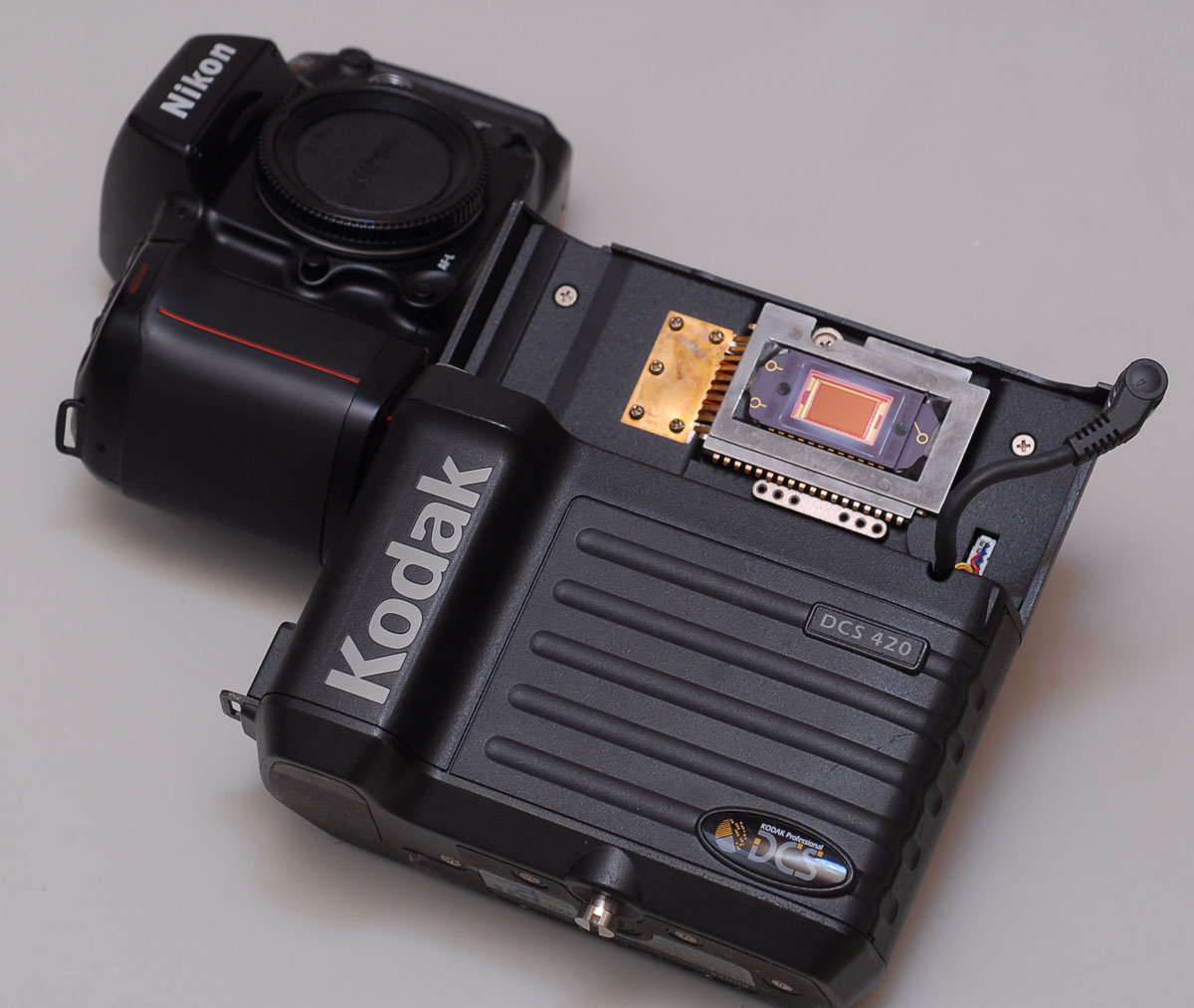
Un DCS 420 en mode de neteja de sensors

La sèrie Kodak DCS 400 era una sèrie de càmeres SLR digitals basades en Nikon amb sensor i electrònica afegida fabricats per Eastman Kodak. Formava part de la línia DCS (Digital Camera System) de Kodak .
Les càmeres d'aquesta sèrie inclouen la DCS 420 d'1,5 megapíxels (introduïda l'agost de 1994), la DCS 410 d'1,5 mpx (introduïda el 1996) i la DCS 460 de 6,2 mpx (introduïda el març de 1995). A més, Kodak va vendre una versió de la part posterior del DCS 460 adaptada per a caixes de format mitjà com la DCS 465. Kodak també va fer una càmera especialment per a Associated Press. Es va anomenar NC2000 (basada en la Nikon N90/F90), més tard actualitzat a NC2000e (basat en la Nikon N90s/F90x) utilitzant molts dels mateixos components que es van utilitzar per a la sèrie DCS 400. Kodak també va utilitzar el component d'imatge i l'electrònica de la DCS 420 per produir una versió digital de la càmera submarina Nikonos, que es va produir en un nombre limitat per a aplicacions militars i científiques com la Kodak DCS 425.
A part de la versió estàndard en color, Kodak va fer versions monocromes i d' infraroig de la DCS 420, que es van fer per encàrrec com a 420m i 420IR respectivament. També hi havia versions monocromes del DCS 460 i DCS 465, amb la mateixa nomenclatura. Les versions sense color són molt rares i solen costar preus elevats a les subhastes i a les botigues de segona mà.
La sèrie DCS 400 es basava en la càmera de pel·lícula de 35 mm Nikon N90s (anomenada F90x a Europa). El DCS 410 i algunes de les primeres versions del DCS 420 i 460 es basaven en el cos Nikon N90/F90. Després de la introducció de la Nikon N90s/F90x a finals de 1994, Kodak va començar a utilitzar aquest model com a base per a la sèrie DCS 400. El cos de la càmera es podria tornar a convertir en una càmera de pel·lícula eliminant el component digital i substituint la part posterior digital per una posterior estàndard.
Totes les càmeres de la sèrie utilitzaven un CCD de 12 bits/canal. El sensor d'1,5 Mpx utilitzat al DCS 410 i al DCS 420 mesura 9,2 x 13,8 mm (factor de retall 2,6x en comparació amb el format de pel·lícula de 35 mm). El sensor de 6,2 Mpx utilitzat al DCS 460 i al DCS 465 mesura 18,4 x 27,6 mm (talla 1,3x). El sensor d'1,3 Mpx utilitzat a l'NC2000 i NC2000e mesura 16,4 x 20,5 mm (retall de 1,6x) amb una relació d'aspecte inusual (5:4).
El 1995, la DCS 460 era la càmera digital de més alta resolució disponible i el seu preu de llista era de 35.600 dòlars EUA. Quan va tancar el novembre de 2000, el preu havia baixat a 2.500 dòlars.